# Lista de turnês de Jonas Brothers
Turnês da banda Jonas Brothers, formada pelos três irmãos Kevin Jonas, Nick Jonas e Joe Jonas.

## Jonas Brothers Fall 2005 Promo Tour
A Jonas Brothers Fall 2005 Promo Tour foi a primeira turnê da banda Jonas Brothers, promovendo seu primeiro álbum It's About Time. Teve início em 5 de Novembro de 2005 e fim em 17 de Dezembro de 2005. Essa turnê tornou-se parte da Cheetah-licious Christmas Tour, quando os Jonas Brothers foram convidados especiais, abrindo a turnê do grupo The Cheetah Girls e da banda Aly & AJ, num total de 10 datas.

## Jonas Brothers American Club Tour
A Jonas Brothers American Club Tour também foi feita com o objetivo de promover o álbum It's About Time. A maior parte da turnê foi realizada em clubes e locais muito pequenos, devido a banda não ser tão conhecida naquela época. A turnê teve início em 28 de Janeiro de 2006 e fim em 3 de Março de 2006, somando um total de 28 shows.

### Datas da Turnê
| Data                    | Estádio             | Localização      |
| ----------------------- | ------------------- | ---------------- |
| 28 de Janeiro de 2006   | Underground Cafe    | Sacramento, CA   |
| 30 de Janeiro de 2006   | Crocodile           | Seattle, WA      |
| 31 de Janeiro de 2006   | Roseland Grill      | Portland, OR     |
| 2 de Fevereiro de 2006  | The Starlight       | Fort Collins, CO |
| 3 de Fevereiro de 2006  | Rock Island         | Denver, CO       |
| 4 de Fevereiro de 2006  | Uptown Theater      | Kansas City, MO  |
| 5 de Fevereiro de 2006  | Mojo's              | Columbia, MO     |
| 6 de Fevereiro de 2006  | 7th Street Entry    | Minneapolis, MN  |
| 8 de Fevereiro de 2006  | Beat Kitchen        | Chicago, IL      |
| 9 de Fevereiro de 2006  | The Emerson Theater | Indianapolis, IN |
| 11 de Fevereiro de 2006 | The Basement        | Columbus, OH     |
| 12 de Fevereiro de 2006 | Town Ballroom       | Buffalo, NY      |
| 14 de Fevereiro de 2006 | Avalon              | New York, NY     |
| 15 de Fevereiro de 2006 | The Palladium       | Boston, MA       |
| 16 de Fevereiro de 2006 | Living Room         | Providence, RI   |
| 17 de Fevereiro de 2006 | Webster Underground | Hartford, CT     |
| 18 de Fevereiro de 2006 | 9:30 Club           | Washington, DC   |
| 20 de Fevereiro de 2006 | North Star          | Philadelphia, PA |
| 21 de Fevereiro de 2006 | High School         | Wilkes Barre, PA |
| 23 de Fevereiro de 2006 | Tremont             | Charlotte, NC    |
| 24 de Fevereiro de 2006 | Norva Theatre       | Norfolk, VA      |
| 25 de Fevereiro de 2006 | Music Farm          | Charleston, SC   |
| 27 de Fevereiro de 2006 | 3rd & Lindsley      | Nashville, TN    |
| 28 de Fevereiro de 2006 | Masquerade          | Atlanta, GA      |
| 1 de Março de 2006      | Common Grounds      | Gainesville, FL  |
| 2 de Março de 2006      | State Theatre       | Tampa, FL        |
| 3 de Março de 2006      | Back Booth          | Orlando, FL      |

## Marvelous Party Tour
A Marvelous Party Tour (muitas vezes chamada de Prom Tour) foi a terceira feita pelos Jonas Brothers. É uma turnê com um tema de Verão/Outono que promoveu seu segundo disco Jonas Brothers. A turnê continha elementos decorativos, como máquinas para adicionar realismo ao tema da mesma. Começou em 25 de Junho de 2007 e acabou em 21 de Outubro de 2007, num total de 46 datas, tornando-se assim a mais longa turnê feita por eles.

### Datas da turnê
| Data                   | Estádio                         | Localização          |
| ---------------------- | ------------------------------- | -------------------- |
| 27 de Junho de 2007    | Ryman Auditorium                | Nashville, TN        |
| 28 de Junho de 2007    | Six Flags St. Louis             | Eureka, MO           |
| 29 de Junho de 2007    | Alameda County Fair             | Pleasanton, CA       |
| 30 de Junho de 2007    | San Diego County Fair           | Del Mar, CA          |
| 2 de Julho de 2007     | House of Blues                  | Cleveland, OH        |
| 5 de Julho de 2007     | Six Flags Great Adventure       | Jackson, NJ          |
| 6 de Julho de 2007     | South Shore Music Circus        | Cohasset, MA         |
| 7 de Julho de 2007     | North Fork Theatre              | Westbury, NY         |
| 9 de Julho de 2007     | House of Blues                  | Myrtle Beach, SC     |
| 11 de Julho de 2007    | Johnny Mercer Theatre           | Savannah, GA         |
| 12 de Julho de 2007    | Six Flags Over Georgia          | Austell, GA          |
| 13 de Julho de 2007    | Alabama Adventure               | Bessemer, AL         |
| 14 de Julho de 2007    | Dixie Landin Theme Park         | Baton Rouge, LA      |
| 15 de Julho de 2007    | Six Flags Great America         | Gurnee, IL           |
| 16 de Julho de 2007    | Kiva Auditorium                 | Albuquerque, NM      |
| 17 de Julho de 2007    | Marquee Theatre                 | Tempe, AZ            |
| 19 de Julho de 2007    | Sonoma County Fair              | Santa Rosa, CA       |
| 21 de Julho de 2007    | Lumberjack Days                 | Stillwater, MN       |
| 22 de Julho de 2007    | Radio Disney Parade             | Stillwater, MN       |
| 24 de Julho de 2007    | Tulsa Performing Arts Center    | Tulsa, OK            |
| 26 de Julho de 2007    | Selena Auditorium               | Corpus Christi, TX   |
| 28 de Julho de 2007    | Festival of Ballooning          | Readington, NJ       |
| 29 de Julho de 2007    | Penn's Landing Great Plaza      | Philadelphia, PA     |
| 30 de Julho de 2007    | California Mid-State Fair       | Paso Robles, CA      |
| 31 de Julho de 2007    | The Roxy Theatre                | West Hollywood, CA   |
| 2 de Agosto de 2007    | Six Flags America               | Bowie, MD            |
| 3 de Agosto de 2007    | Lupo’s                          | Providence, RI       |
| 4 de Agosto de 2007    | Mohegan Sun Arena               | Uncasville, CT       |
| 5 de Agosto de 2007    | Atlantic City Outlets, The Walk | Atlantic City, NJ    |
| 6 de Agosto de 2007    | Gramercy Theater                | New York, NY         |
| 7 de Agosto de 2007    | Gramercy Theater                | New York, NY         |
| 9 de Agosto de 2007    | Six Flags New England           | Agawam, MA           |
| 11 de Agosto de 2007   | Kentucky Speedway               | Sparta, KY           |
| 13 de Agosto de 2007   | Indiana State Fair              | Indianapolis, IN     |
| 14 de Agosto de 2007   | Palace Theater                  | Greensburg, PA       |
| 16 de Agosto de 2007   | The Chance                      | Poughkeepsie, NY     |
| 17 de Agosto de 2007   | Altamont Fair                   | Altamont, NY         |
| 19 de Agosto de 2007   | Centro de Bellas Artes          | San Juan, Porto Rico |
| 23 de Agosto de 2007   | Bash at the Beach               | Ocean Grove, NJ      |
| 1 de Setembro de 2007  | Wild Adventures                 | Valdosta, GA         |
| 23 de Setembro de 2007 | Puyallup Fair                   | Puyallup, WA         |
| 7 de Outubro de 2007   | Virginia State Fair             | Mechanicsville, VA   |
| 8 de Outubro de 2007   | State Fair of Texas             | Dallas, TX           |
| 9 de Outubro de 2007   | Southern California Fair        | Perris, CA           |
| 14 de Outubro de 2007  | Georgia National Fair           | Perry, GA            |
| 21 de Outubro de 2007  | South Carolina State Fair       | Columbia, SC         |

## Look Me In The Eyes Tour

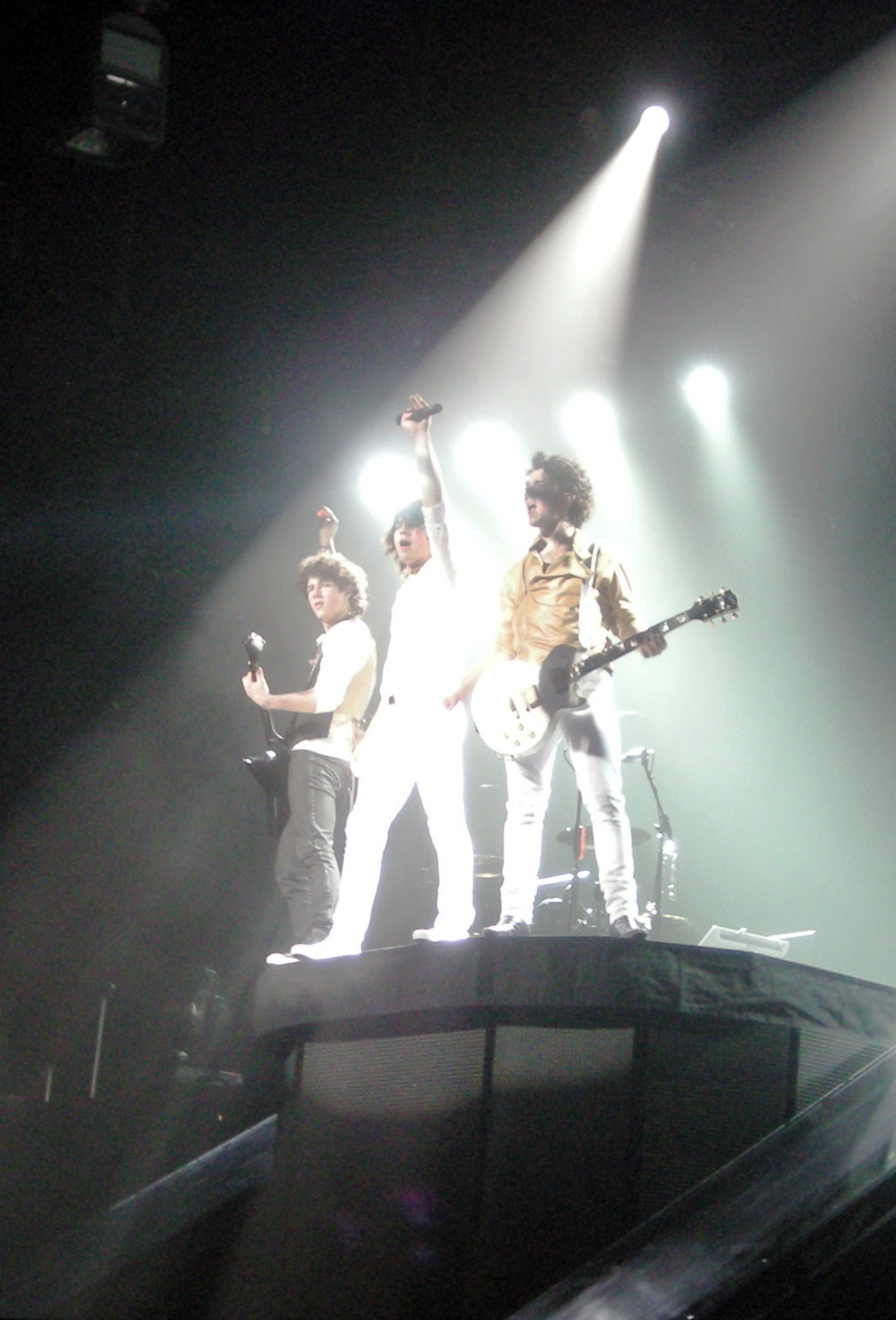
Jonas Brothers na Look Me In The Eyes Tour.

A Look Me In The Eyes Tour foi a quarta turnê realizada pela banda e a segunda com o objetivo de promover seu álbum Jonas Brothers (álbum). Teve início em 31 de Janeiro de 2008 e fim em 22 de Março de 2008, totalizando 39 datas. Durante esse tempo, os Jonas Brothers assinaram um contrato multi-milionário de dois anos com a líder mundial de turnês, Live Nation.

### Músicas tocadas nos shows
1. "Year 3000"
2. "Just Friends"
3. "Australia"
4. "Goodnight and Goodbye"
5. "Hello Beautiful"
6. "Take A Breath"
7. "Underdog"
8. "Shelf"
9. "Pushin' Me Away"
10. "That's Just The Way We Roll"
11. "Games"
12. "Take On Me" (cover da banda A-ha)
13. "Still In Love With You"
14. "Hollywood"
15. "Burnin' Up"
16. "When You Look Me In The Eyes"
17. "Hold On"
18. "A Little Bit Longer"
19. "S.O.S."

### Datas da turnê
| Data                    | Estádio                            | Localização           |
| ----------------------- | ---------------------------------- | --------------------- |
| 31 de Janeiro de 2008   | Tucson Convention Center           | Tucson, AZ            |
| 1 de Fevereiro de 2008  | Planet Hollywood Resort and Casino | Las Vegas, NV         |
| 2 de Fevereiro de 2008  | Gibson Amphitheatre                | Universal City, CA    |
| 3 de Fevereiro de 2008  | Gibson Amphitheatre                | Universal City, CA    |
| 5 de Fevereiro de 2008  | Comcast Arena                      | Everett, WA           |
| 6 de Fevereiro de 2008  | Arlene Schnitzer Concert Hall      | Portland, OR          |
| 8 de Fevereiro de 2008  | E Center                           | Salt Lake City, UT    |
| 9 de Fevereiro de 2008  | Colorado Convention Center         | Denver, CO            |
| 11 de Fevereiro de 2008 | Chavez Theatre                     | El Paso, TX           |
| 12 de Fevereiro de 2008 | AT&T Center                        | San Antonio, TX       |
| 14 de Fevereiro de 2008 | Toyota Center                      | Houston, TX           |
| 15 de Fevereiro de 2008 | Alltel Arena                       | North Little Rock, AR |
| 16 de Fevereiro de 2008 | Roberts Stadium                    | Evansville, IN        |
| 17 de Fevereiro de 2008 | Peoria Civic Center                | Peoria, IL            |
| 20 de Fevereiro de 2008 | Target Center                      | Minneapolis, MN       |
| 21 de Fevereiro de 2008 | Van Andel Arena                    | Grand Rapids, MI      |
| 22 de Fevereiro de 2008 | Allstate Arena                     | Rosemont, IL          |
| 23 de Fevereiro de 2008 | Fox Theatre                        | Detroit, MI           |
| 24 de Fevereiro de 2008 | The Louisville Palace              | Louisville, KY        |
| 25 de Fevereiro de 2008 | Fox Theatre                        | St. Louis, MO         |
| 27 de Fevereiro de 2008 | Sprint Center                      | Kansas City, MO       |
| 28 de Fevereiro de 2008 | Nokia Theatre                      | Grand Prairie, TX     |
| 1 de Março de 2008      | Dodge Arena                        | Hidalgo, TX           |
| 2 de Março de 2008      | Cajundome                          | Lafayette, LA         |
| 4 de Março de 2008      | Nokia Theatre                      | Grand Prairie, TX     |
| 7 de Março de 2008      | BankAtlantic Center                | Sunrise, FL           |
| 8 de Março de 2008      | St. Pete Times Forum               | Tampa, FL             |
| 9 de Março de 2008      | Amway Arena                        | Orlando, FL           |
| 11 de Março de 2008     | Richmond Coliseum                  | Richmond, VA          |
| 13 de Março de 2008     | Reading Eagle Theatre              | Reading, PA           |
| 14 de Março de 2008     | Patriot Center                     | Fairfax, VA           |
| 15 de Março de 2008     | Verizon Wireless Arena             | Manchester, NH        |
| 16 de Março de 2008     | Arena at Harbor Yard               | Bridgeport, CT        |
| 18 de Março de 2008     | Chevrolet Theatre                  | Wallingford, CT       |
| 19 de Março de 2008     | Cumberland County Civic Center     | Portland, ME          |
| 20 de Março de 2008     | Agganis Arena                      | Boston, MA            |
| 21 de Março de 2008     | Mark G. Etess Arena                | Atlantic City, NJ     |
| 22 de Março de 2008     | Izod Center                        | East Rutherford, NJ   |

## Burning Up Tour

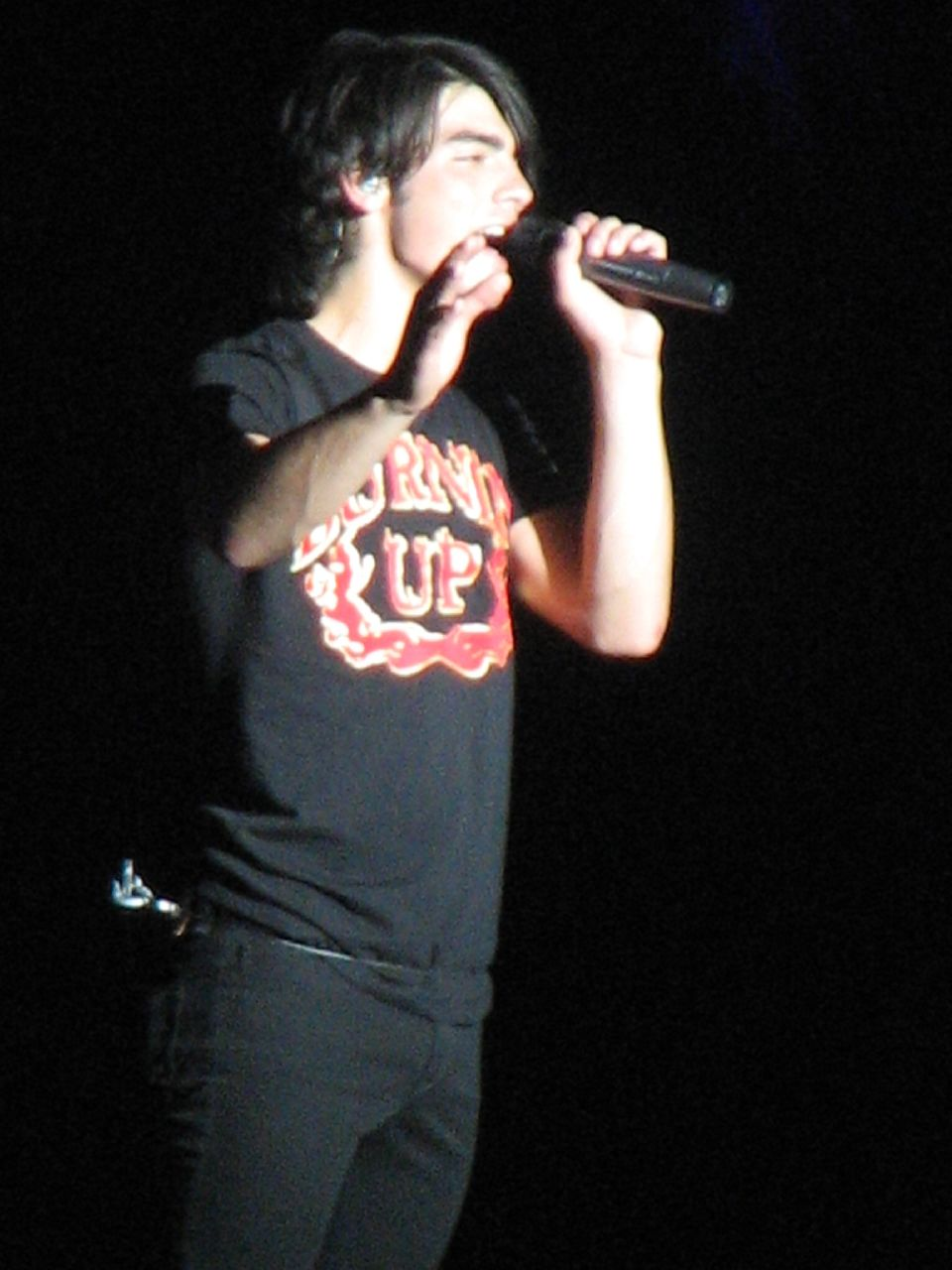
Joe Jonas na Burning Up Tour.

A  Burning Up Tour foi a quinta turnê realizada pelos Jonas Brothers. Essa turnê teve o objetivo de divulgar o terceiro CD da banda, A Little Bit Longer e o Filme original Disney Channel Camp Rock, no qual Joe Jonas fez o papel principal e seus irmãos também atuaram. Além disso a turnê ajudou a promover as músicas de Demi Lovato, que abriu os shows para os Jonas Brothers. A turnê começou em 4 de Julho de 2008 e teve fim em 5 de Setembro de 2008. Da mesma turnê, foi feito um filme em 3D, chamado Jonas Brothers: The 3D Concert Experience, que irá aos cinemas em 2009, com a participação especial da cantora Taylor Swift.

### Músicas tocadas nos shows

#### Demi Lovato
1. "That's How You Know"
2. "La La Land"
3. "Gonna Get Caught"
4. "Until You're Mine"
5. "Party"
6. "Two Worlds Collide"
7. "Don't Forget"
8. "Get Back"

#### Jonas Brothers
1. "That's Just the Way We Roll"
2. "Shelf"
3. "Hold On"
4. "BB Good"
5. "Goodnight and Goodbye"
6. "Video Girl"
7. "Gotta Find You"
8. "This Is Me" com Demi Lovato
9. "A Little Bit Longer"
10. "Still In Love With You"
11. "Tonight"
12. "Year 3000"
13. "Pushing Me Away"
14. "Hello Beautiful"
15. "Lovebug"
16. "Can't Have You"
17. "Play My Music"
18. "Burnin' Up"
19. "When You Look Me In the Eyes"
20. "S.O.S."

### No Brasil
Nos dias 23 e 24 de maio de 2009 os Jonas Brothers e a Demi Lovato estiveram no Brasil com a continuação da sua turnê Burnin' Up onde eles se apresentaram no Rio de Janeiro (23/05 - 18,000 Mil Pessoas) e São Paulo (24/05 - 45,000 Mil Pessoas).

### Set List do Brasil[6]
- Demi Lovato fez a abertura dos shows aquí no Brasil e sua apresentação se iniciou pontualmente as 19:30[7]

1. La La Land
2. Gonna Get Caught
3. Until You're Mine
4. Trainwreck
5. Party
6. Two Worlds Collide
7. Don't Forget
8. Get Back

- Logo após com intermissão de 00:20 minutos (como é geralmente o intervalo da abertura para o show) os Jonas Brothers subiram ao palco e levaram suas fãns e seus fãs ao delírio.

1. That's Just the Way We Roll
2. Shelf
3. Hold On
4. BB Good
5. Goodnight and Goodbye
6. Video Girl
7. Gotta Find You
8. This Is Me (Dueto com Demi Lovato)
9. Still in Love With You
10. Tonight
11. Year 3000
12. Paranoid (novo single)
13. A Little Bit Longer
14. When You Look Me In the Eyes
15. Play My Music
16. Lovebug
17. Burnin' Up
18. Hello Beautiful(São Paulo),  Please Be Mine (Rio de Janeiro)
19. S.O.S.

### Datas da turnê
| Data                  | Estádio                                          | Localização          |
| --------------------- | ------------------------------------------------ | -------------------- |
| 4 de Julho de 2008    | Molson Amphitheatre                              | Toronto, ON          |
| 5 de Julho de 2008    | DTE Energy Music Theater                         | Detroit, MI          |
| 6 de Julho de 2008    | Summerfest                                       | Milwaukee, WI        |
| 8 de Julho de 2008    | Ford Center                                      | Oklahoma City, OK    |
| 9 de Julho de 2008    | SuperPages.com Center                            | Dallas, TX           |
| 11 de Julho de 2008   | Cricket Wireless Pavilion                        | Phoenix, AZ          |
| 12 de Julho de 2008   | Verizon Wireless Amphitheater                    | Irvine, CA           |
| 13 de Julho de 2008   | Honda Center                                     | Anaheim, CA          |
| 15 de Julho de 2008   | Shoreline Amphitheatre                           | San Francisco, CA    |
| 16 de Julho de 2008   | Sleep Train Amphitheatre                         | Sacramento, CA       |
| 17 de Julho de 2008   | Sleep Train Pavilion                             | Concord, CA          |
| 19 de Julho de 2008   | Coors Amphitheatre at Fiddler's Green            | Denver, CO           |
| 21 de Julho de 2008   | Qwest Center Omaha                               | Omaha, NE            |
| 22 de Julho de 2008   | Verizon Wireless Amphitheater St. Louis          | St. Louis, MO        |
| 23 de Julho de 2008   | Verizon Wireless Music Center                    | Indianapolis, IN     |
| 25 de Julho de 2008   | Hersheypark Stadium & Star Pavilion              | Hershey, PA          |
| 26 de Julho de 2008   | New England Dodge Music Center                   | Hartford, CT         |
| 28 de Julho de 2008   | Riverbend Music Center                           | Cincinnati, OH       |
| 29 de Julho de 2008   | Verizon Wireless Amphitheatre Charlotte          | Charlotte, NC        |
| 30 de Julho de 2008   | Time Warner Cable Music Pavilion at Walnut Creek | Raleigh, NC          |
| 1 de Agosto de 2008   | Toyota Pavilion at Montage Mountain              | Scranton, PA         |
| 2 de Agosto de 2008   | Saratoga Performing Arts Center                  | Saratoga Springs, NY |
| 6 de Agosto de 2008   | 1st Mariner Arena                                | Baltimore, MD        |
| 7 de Agosto de 2008   | Tweeter Center for the Performing Arts           | Boston, MA           |
| 8 de Agosto de 2008   | Nikon at Jones Beach Theater                     | Wantagh, NY          |
| 9 de Agosto de 2008   | Madison Square Garden                            | New York, NY         |
| 10 de Agosto de 2008  | Madison Square Garden                            | New York, NY         |
| 11 de Agosto de 2008  | Madison Square Garden                            | New York, NY         |
| 14 de Agosto de 2008  | Bethel Woods Center for The Arts                 | Bethel, NY           |
| 15 de Agosto de 2008  | Darien Lake Performing Arts Center               | Buffalo, NY          |
| 16 de Agosto de 2008  | PNC Bank Arts Center                             | Holmdel, NJ          |
| 18 de Agosto de 2008  | Nissan Pavilion                                  | Washington, DC       |
| 19 de Agosto de 2008  | Verizon Wireless Virginia Beach Amphitheater     | Virginia Beach, VA   |
| 20 de Agosto de 2008  | Lakewood Amphitheatre                            | Atlanta, GA          |
| 22 de Agosto de 2008  | Blossom Music Center                             | Cleveland, OH        |
| 23 de Agosto de 2008  | Nationwide Arena                                 | Columbus, OH         |
| 24 de Agosto de 2008  | First Midwest Bank Amphitheatre                  | Chicago, IL          |
| 26 de Agosto de 2008  | Post-Gazette Pavilion                            | Pittsburgh, PA       |
| 27 de Agosto de 2008  | Susquehanna Bank Center                          | Philadelphia, PA     |
| 29 de Agosto de 2008  | New York State Fair                              | Syracuse, NY         |
| 30 de Agosto de 2008  | Great Allentown Fair                             | Allentown, PA        |
| 31 de Agosto de 2008  | The Champlain Valley Exposition                  | Essex Junction, VT   |
| 2 de Setembro de 2008 | Bryce Jordan Center                              | University Park, PA  |
| 4 de Setembro de 2008 | Ford Amphitheatre                                | Tampa Bay, FL        |
| 5 de Setembro de 2008 | Cruzan Amphitheatre                              | West Palm Beach, FL  |

## Turnê Mundial 2009
Em 2009, os Jonas Brothers pretendem fazer uma turnê mundial. Será a sexta a ser feita pela banda e será a continuação da Burnin' Up tour.
Datas da turnê mundial:
| Data                   | Localização             |
| ---------------------- | ----------------------- |
| 19 de Maio de 2009     | Lima, Peru              |
| 20 de Maio de 2009     | Santiago, Chile         |
| 21 de Maio de 2009     | Buenos Aires, Argentina |
| 23 de Maio de 2009     | Rio de Janeiro, Brasil  |
| 24 de Maio de 2009     | São Paulo, Brasil       |
| 20 de Junho de 2009    | Dalas, TX               |
| 22 de Junho de 2009    | Tulsa, OK               |
| 24 de Junho de 2009    | Denver, CO              |
| 26 de Junho de 2009    | Nampa, ID               |
| 27 de Junho de 2009    | Portland, OR            |
| 28 de Junho de 2009    | Tacoma, WA              |
| 30 de Junho de 2009    | Vancouver, BC           |
| 2 de Julho de 2009     | Edmonton, AB            |
| 4 de Julho de 2009     | Salt Lake City, UT      |
| 5 de Julho de 2009     | Winnipeg, MB            |
| 7 de Julho de 2009     | Omaha, NE               |
| 8 de Julho de 2009     | Minneapolis, MN         |
| 9 de Julho de 2009     | Milwaukee, WI           |
| 10 de Julho de 2009    | Rosemont, IL            |
| 13 de Julho de 2009    | Washington, DC          |
| 14 de Julho de 2009    | East Rutherford, NJ     |
| 17 de Julho de 2009    | Boston, MA              |
| 20 de Julho de 2009    | Uniondale, NY           |
| 24 de Julho de 2009    | Philadelphia, PA        |
| 25 de Julho de 2009    | Pittsburgh, PA          |
| 26 de Julho de 2009    | Detroid, MI             |
| 28 de Julho de 2009    | St. Lois, MO            |
| 29 de Julho de 2009    | Kansas City, MO         |
| 1 de Agosto de 2009    | Las Vegas, NV           |
| 3 de Agosto de 2009    | San Jose, CA            |
| 4 de Agosto de 2009    | Sacramento, CA          |
| 5 de Agosto de 2009    | Fresno, CA              |
| 7 de Agosto de 2009    | Los Angeles,CA          |
| 11 de Agosto de 2009   | Phoenix, AZ             |
| 13 de Agosto de 2009   | San Antonio, TX         |
| 14 de Agosto de 2009   | Houston, TX             |
| 15 de Agosto de 2009   | New Orleans, LA         |
| 16 de Agosto de 2009   | Binningham, AL          |
| 18 de Agosto de 2009   | Tampa, FL               |
| 19 de Agosto de 2009   | Ft. Lauderdale, FL      |
| 21 de Agosto de 2009   | Jacksonville, FL        |
| 22 de Agosto de 2009   | Atlanta, GA             |
| 23 de Agosto de 2009   | Lexington, KY           |
| 25 de Agosto de 2009   | Nashville, TN           |
| 26 de Agosto de 2009   | Columbus, OH            |
| 27 de Agosto de 2009   | Cleveland, OH           |
| 29 de Agosto de 2009   | Montreal, QC            |
| 30 de Agosto de 2009   | Toronto, ON             |
| 31 de Agosto de 2009   | Ottawa, ON              |
| 10 de Outubro de 2009  | Uncasville, CT          |
| 26 de Outubro de 2009  | Paris, França           |
| 28 de Outubro de 2009  | Berlin, Alemanha        |
| 30 de Outubro de 2009  | Stockholm, Suécia       |
| 31 de Outubro de 2009  | Malmo, Suécia           |
| 1 de Novembro de 2009  | Alborg, Dinamarca       |
| 6 de Novembro de 2009  | Frankfurt, Alemanha     |
| 7 de Novembro de 2009  | Zurich, Suíça           |
| 8 de Novembro de 2009  | Turin, Italia           |
| 11 de Novembro de 2009 | Barcelona, Espanha      |
| 13 de Novembro de 2009 | Rotterdam, Netherlands  |
| 14 de Novembro de 2009 | Brussels, Belgium       |
| 17 de Novembro de 2009 | Birmingham, Inglaterra  |
| 18 de Novembro de 2009 | Newcastle, Inglaterra   |
| 20 de Novembro de 2009 | London, Inglaterra      |
| 22 de Novembro de 2009 | Manchester, Inglaterra  |
| 24 de Novembro de 2009 | Dublin, Ireland         |